# William Elford Leach

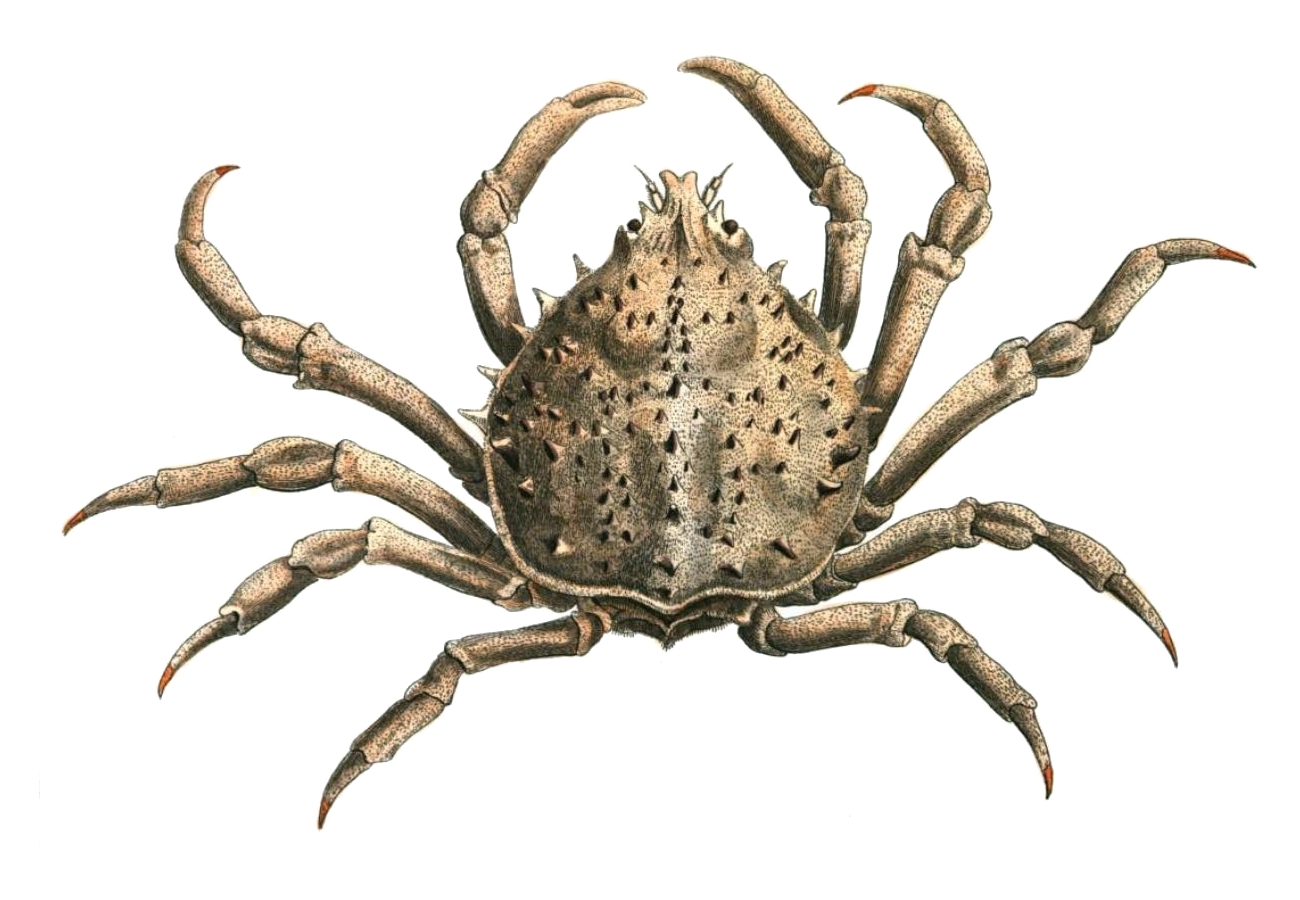
Libinia emarginata rajza Leach A Zoological Miscellany című könyvéből. A fajt Leach írta le, 1815-ben.

William Elford Leach (Plymouth, 1790. február 2. – San Sebastiano Curone, 1836. augusztus 25.) – angol zoológus és tengerbiológus. Zoológiai szakmunkákban nevének rövidítése: „Leach”.

## Élete
Hoe Gate településen született, egy ügyész fiaként. 12 éves korában iratkozott be az exeteri iskolába, ahol anatómiát és kémiát tanult. Ekkor már a tengeri élőlények gyűjtése felé fordult az érdeklődése, példányait a plymouth-i tengerszorosban és a devoni partvidéken gyűjtötte. 17 évesen kezdett orvostudományi tanulmányokba a londoni Szent Bertalan Kórházban, tanulmányait utóbb az Edinburgh-i egyetemen és a St. Andrews Egyetemen fejezte be.
1813-ban lehetősége nyílott, hogy állattani érdeklődésének megfelelő foglalkozásban helyezkedhessék el: könyvtári munkatárs lett a British Museum állattani részlegén. Sokat foglalkozott a múzeum gyűjteményeinek feldolgozásával, különös tekintettel azokra a kollekciókra, amiket Hans Sloane hagyott az intézményre, de Leach előtt nem igazán foglalkozott velük senki. Néhány éven belül szakértője lett a rákoknak és a csigáknak, miközben a múzeumi ranglétrán is előrehaladt. 1815-ben publikálta első rovartani tanulmányát a Brewster's 'Edinburgh Encyclopediában, ezt követően 1817-ben a Royal Society tagjává választották. Nagy-Britannia puhatestűiről írott összefoglaló kiadványát (Synopsis of the Mollusca of Great Britain) Marie Jules César Savigny-nak, Georges Cuvier-nek és Giuseppe Saverio Polinak ajánlotta; halála után John Edward Gray bővítette. Leach foglalkozott rovarokkal, százlábúakkal, pókszabásúakkal, emlősökkel és madarakkal is, e témákban ugyancsak publikált.
A Leach által leírt fajok elnevezései némileg sajátosak: 27 különböző fajt nevezett el egy barátjáról, John Cranchről, aki Afrikában gyűjtötte azokat (és később egy hajóútján halt meg), kilenc nemzetséget pedig Caroline névre, illetve e szó valamely anagrammájára nevezett el, egy ismeretlen nő után.
1816-ban a Royal Society tagja lett. 1818-ban a Leopoldina Német Természettudományos Akadémia tagjává választották. 1821-ben idegösszeroppanást kapott, emiatt 1822 márciusában nyugdíjazták a múzeumtól. Idősebb nővére Európába vitte lábadozni, átutaztak Franciaországon, Olaszországon és Görögországon is. Kolerában halt meg 1836 augusztus 25-én, a Genovától északra fekvő Palazzo San Sebastianóban.
Leach nevét őrzi a villás viharfecske angol neve (Leach's Storm-petrel), melyet Coenraad Jacob Temminck adott a fajnak, még 1820-ban, anélkül, hogy tudomással bírt volna arról, hogy a madarat már Vieillot is leírta. Az előző évben ugyanis Leach vásárolt e fajból egy példányt a múzeum számára, Willam Bullock állatgyűjtő gyűjteményéből, 5 font 15 shillingért. Érdekesség, hogy ugyanekkor vásárolt egy óriásalkát is egy tojással együtt, mindössze 16 fontért.
Ugyancsak az ő nevét őrzi a bóbitás halción (más néven kékszárnyú kokabura) tudományos neve (Dacelo leachii) is.

## Művei
- The Zoological Miscellany (1814–1817)
- Monograph on the British Crabs, Lobsters, Prawns and other Crustacea with pedunculated eyes (1815–1817)
- Systematic catalogue of the Specimens of the Indigenous Mammalia and Birds that are preserved at the British Museum (1816)
- Synopsis of the Mollusca of Great Britain (közreadva 1820-ban, de az első kiadás csak 1852-ben jelent meg)

## Fordítás
- Ez a szócikk részben vagy egészben  a   William Elford Leach című angol Wikipédia-szócikk fordításán alapul.  Az eredeti cikk szerkesztőit annak laptörténete sorolja fel. Ez a jelzés csupán a megfogalmazás eredetét és a szerzői jogokat jelzi, nem szolgál a cikkben szereplő információk forrásmegjelöléseként.